# Srbijanska odbojkaška reprezentacija
Srpska odbojkaška reprezentacija predstavlja državu Srbiju u odbojci. Jedna je od najuspješnijih svjetskih reprezentacija u ovom sportu. Višestruki su osvajači odličja na velikim sportskim natjecanjima. Najveći uspjeh ostvarili su na Olimpijskim igrama u Sydneyu 2000. godine kada su postali olimpijskim prvacima. Osim toga zlata, imaju i dvije zlatne medalje s europskih prvenstava u Češkoj 2001. godine i Austriji/Češkoj 2011. godine. Bili su 5. reprezentacija svijeta po FIVB-inom renkingu 2011. FIVB smatra Srbiju nasljednicom rezultata SFR Jugoslavije, SR Jugoslavije te Srbije i Crne Gore.

## Svjetski kup
- Japan 2003. – 3. mjesto

## Svjetska liga
- Belo Horizonte 2002. – 3. mjesto
- Madrid 2003. – 2. mjesto
- Rim 2004. – 3. mjesto
- Beograd 2005. – 2. mjesto
- Rio de Janeiro 2008. – 2. mjesto
- Beograd 2009. – 2. mjesto
- Kordoba 2010. – 3. mjesto
- Gdanjsk 2011. – 11. mjesto

## Svjetski Grand Champions kup
- Japan 2001. – 3. mjesto

## Poznatiji igrači
- Vladimir Batez
- Slobodan Boškan
- Dejan Brđović
- Đorđe Đurić
- Andrija Gerić
- Nikola Grbić
- Vladimir Grbić
- Rajko Jokanović
- Slobodan Kovač
- Đula Mešter
- Ivan Miljković
- Vasa Mijić
- Žarko Petrović
- Željko Tanasković
- Goran Vujević
- Igor Vušurović
- Bojan Janić

## Vanjske poveznice
- (srp.) Volleyball Federation of Serbia - Službena mrežna stranica
- Službena stranica FIVB-a  Arhivirana inačica izvorne stranice od 14. svibnja 2012. (Wayback Machine)